# Aarno Yrjö-Koskinen
Aarno Armas Sakari Yrjö-Koskinen (født 9. december 1885 i Helsinki, død 8. juni 1951 sammesteds) var en finsk politiker, friherre og advokat. 
Yrjö-Koskinen var Finlands udenrigsminister mellem 1931 og 1932 samt Finlands repræsentant i Moskva mellem 1931 og 1940, hvor han også deltog i forhandlingerne med Sovjetunion, som til sidst brød sammen og efterfulgtes af den finske vinterkrig.
1. ↑  Navnet er anført på engelsk og stammer fra Wikidata hvor navnet endnu ikke findes på dansk.